# Kõue
Pour la commune, voir Kõue (commune).

Kõue (autrefois Kau en allemand) est un petit village estonien appartenant à la commune de Kõue dans la province d'Harju, au nord du pays. Sa population est d'une trentaine d'habitants.
Le hameau de Triigi (autrefois: domaine de Kau) à proximité était le domaine de l'explorateur Otto von Kotzebue qui passa ses vingt dernières années dans son manoir.